# روماريو مويس
روماريو مويس (بالرومانية: Romario Moise)‏ هو لاعب كرة قدم روماني في مركز الوسط، ولد في 21 سبتمبر 1996 في بلويشت في رومانيا. لعب مع نادي أسترا جورجو ونادي بترولول بلويشتي ويو تي أي أراد.

## وصلات خارجية
- روماريو مويس على موقع قاعدة بيانات كرة القدم.إي يو (الإنجليزية)
- روماريو مويس على موقع Soccerway.com (الإنجليزية)
- روماريو مويس على موقع AS.com (الإسبانية)